# Моріс Рейно
Моріс Огюст Габріель Рейно (фр. Maurice Auguste Gabriel Raynaud; 5 липня 1834, Париж, Франція — 29 червня 1881, Париж, Франція) — французький лікар, вчений і педагог, який описав захворювання, назване згодом його ім'ям — хвороба Рейно.

## Біографія
Народився у сім'ї професора університету. Вищу освіту здобув на медичному факультеті Паризького університету. В 1862 р. після захисту дисертації отримав ступінь доктора медицини. Крім доктора медицини, він захистив ступінь доктора літератури за роботи «Асклепіад з Віфінії, лікар і філософ» та «Медицина за часів Мольєра».
В 1865 став фахівцем з госпітальної медицини за роботи «Підвищення температури без запалення»(Des hyperémies non phlegmasiques) і «Про відволікання» (De la révulsion) .
Працював у різних лікувальних закладах — паризьких лікарнях Hôtel-Dieu de Paris, Lariboisière та Шарите.
У 1869 р. отримав посаду викладача на медичному факультеті.
В офіцери Орден Почесного легіону його було проголошено у 1871 році і присвоїли звання офіцера ордену.
У 1879 році, Рейно був обраний членом Медичної академії, що знаходилася в Парижі.
Крім лікувальної та педагогічної діяльності, він серйозно займався науковою літературою. Їм була написана книга «Слина дитини, яка померла від сказу», на результатах досліджень, проведених спільно Л. А. Пастером та О. Ланнелонгом .
Помер 29 червня 1881 року від захворювання серця.